# Свешников, Николай Николаевич (учёный)
Николай Николаевич Све́шников (1907 — ?) — советский учёный в области фотохимии, лауреат Сталинской премии третьей степени.

## Биография
Родился 27 августа (9 сентября) 1907 года. В 1935—1966 годах сотрудник НИКФИ, с 1966 года — НИИхимфото. Его работы посвящены синтезу и исследованию свойств оптических сенсибилизаторов, светочувствительных диазосоединений и органических веществ для химико-фотографической промышленности. Участвовал в создании новых типов сенсибилизаторов, позволивших разработать и освоить в промышленности высокочувствительные и специальные сорта киноплёнок. Автор ряда научных трудов и изобретений.

## Награды и премии
- два ордена «Знак Почёта» (14.04.1944 и 15.09.1948[1])
- Сталинская премия третьей степени (1946) — за участие в разработке новой рецептуры для фотоплёнок